# Saint-Seine
Saint-Seine – miejscowość i gmina we Francji, w regionie Burgundia-Franche-Comté, w departamencie Nièvre.
Według danych na rok 1990 gminę zamieszkiwało 226 osób, a gęstość zaludnienia wynosiła 13 osób/km² (wśród 2044 gmin Burgundii Saint-Seine plasuje się na 686. miejscu pod względem liczby ludności, natomiast pod względem powierzchni na miejscu 542.).